# Geotrypetes seraphini
Espèce
Synonymes
- Caecilia seraphini Duméril, 1859
- Uraeotyphlus africanus Boulenger, 1882
- Geotrypetes petersii Boulenger, 1895
- Geotrypetes seraphini occidentalis Parker, 1936
- Geotrypetes congoensis Taylor, 1968
- Schistometopum garzonheydti Taylor & Salvador, 1978

Statut de conservation UICN

 LC  : Préoccupation mineure
Geotrypetes seraphini est une espèce de gymnophiones de la famille des Dermophiidae.

## Répartition
Cette espèce se rencontre :
- dans l'Est de la Sierra Leone ;
- dans le Sud de la Guinée ;
- au Liberia ;
- dans le Sud de la Côte d'Ivoire ;
- dans le Sud du Ghana ;
- dans le Sud du Nigeria ;
- au Cameroun ;
- en Guinée équatoriale y compris sur l'île de Bioko ;
- au Gabon ;
- dans le Sud du Congo-Brazzaville ;
- au Bas-Congo au Congo-Kinshasa.

Sa présence est incertaine au Cabinda en Angola.

## Étymologie
Cette espèce est nommée en l'honneur de Séraphin Braconnier.

## Publication originale
- Duméril, 1859 : Reptiles et poissons de l'Afrique Occidentale. Étude précédée de considérations générales sur leur distribution géographique. Archives du Muséum d'histoire naturelle, Paris, vol. 10, p. 138-268.